# Chignolo Po
Chignolo Po é uma comuna italiana da região da Lombardia, província de Pavia, com cerca de 3.231 habitantes. Estende-se por uma área de 23 km², tendo uma densidade populacional de 140 hab/km². Faz fronteira com Badia Pavese, Miradolo Terme, Monticelli Pavese, Orio Litta (LO), Rottofreno (PC), San Colombano al Lambro (MI), Santa Cristina e Bissone.

## Demografia
| Variação demográfica do município entre 1861 e 2011                               |
|                                                                                   |
| Fonte: Istituto Nazionale di Statistica (ISTAT) - Elaboração gráfica da Wikipedia |